# Sul culto della personalità e le sue conseguenze

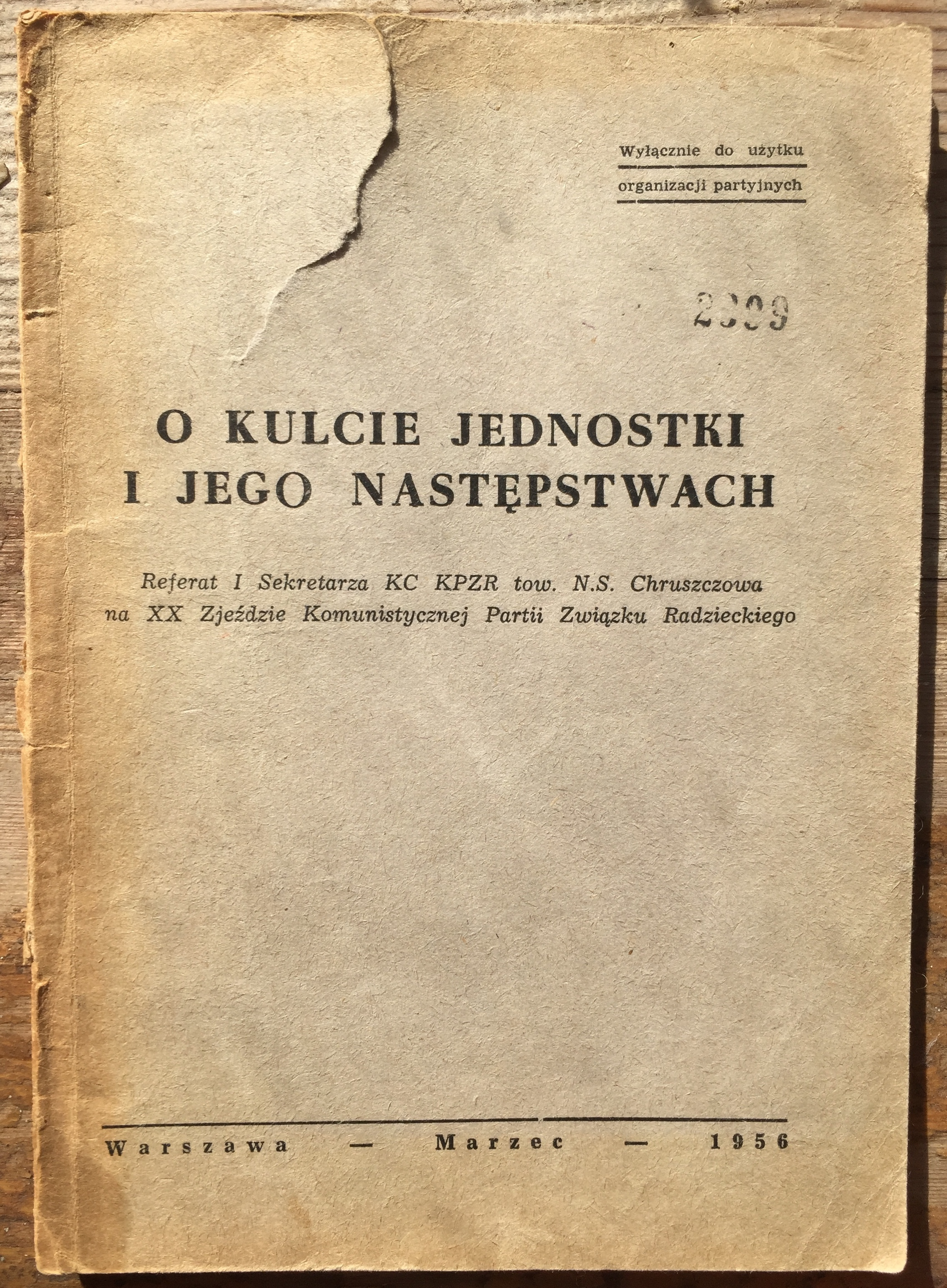
O kulcie jednostki i jego następstwach, Varsavia, marzo 1956, prima edizione del «rapporto segreto» pubblicato a uso interno del Partito Operaio Unificato Polacco. Il direttore della CIA Allen Dulles ricordò come «il discorso, mai pubblicato nell'URSS, era di grande importanza per il mondo libero. Alla fine il testo è stato trovato — ma a molte miglia da Mosca [...]. L'ho sempre considerato come una delle migliori mosse brillanti che abbia mai visto durante il mio servizio all'intelligence».

Sul culto della personalità e le sue conseguenze (in russo «О культе личности и его последствиях»?, 'O kul'te ličnosti i ego posledstvijach') è il titolo di un discorso del capo politico sovietico Nikita Sergeevič Chruščëv, segretario generale del Partito Comunista dell'Unione Sovietica (PCUS), esposto il 25 febbraio 1956 al XX Congresso del PCUS. Il discorso di Chruščëv era molto critico riguardo al regime del precedente segretario e capo del governo Iosif Stalin, denunciando in particolare le grandi purghe che caratterizzarono la fine degli anni 1930. Chruščëv accusò Stalin di aver basato la sua guida politica sul culto della personalità invece di ottenere il supporto per gli ideali del comunismo.
All'epoca il discorso colpì molto i membri del partito che applaudirono diversi punti e risero di altri. Vi sono anche testimonianze secondo cui alcuni dei presenti ebbero attacchi di cuore o in seguito si suicidarono. La confusione crescente tra molti cittadini sovietici, cresciuti con i panegirici e le acclamazioni della figura di Stalin, fu soprattutto evidente in Georgia, sua terra natia, dove i moti di protesta finirono con la repressione da parte dell'Armata rossa il 9 marzo 1956. In Occidente il discorso divise politicamente la sinistra: ad esempio, il Partito Comunista degli Stati Uniti d'America perse da solo più di 30 000 membri nelle settimane della pubblicazione del discorso.
Il discorso rappresentò una nelle maggiori cause della crisi sino-sovietica, nella quale la Cina di Mao Zedong e successivamente l'Albania di Enver Hoxha accusarono Chruščëv di essere un revisionista. In risposta formarono un movimento antirevisionista critico nei confronti della leadership post-stalinista del PCUS, accusandolo di aver deviato dal cammino di Lenin e Stalin.
Il discorso fu una pietra miliare del «disgelo» di Chruščëv e servì per consolidare maggiormente il suo controllo sul partito e il governo dopo gli sforzi politici con Georgij Malenkov e i fedeli sostenitori di Stalin come Vjačeslav Molotov che furono coinvolti nelle purghe. Il rapporto di Chruščëv era noto come il «rapporto segreto» poiché era stato consegnato ad una sessione ristretta e non pubblicizzata dei delegati del PCUS da cui furono esclusi ospiti e giornalisti. Il testo del rapporto fu discusso ampiamente nelle cellule del partito agli inizi di marzo, spesso con la partecipazioni di membri estranei al PCUS, ma il testo ufficiale in russo fu apertamente pubblicato solamente nel 1989 con la politica della glasnost' di Michail Gorbačëv.

## Contesto
Il tema delle repressioni di massa era stato già riconosciuto prima del discorso e proprio quest'ultimo era stato preparato in base ai risultati di una commissione speciale del partito (diretta da Pëtr Nikolaevič Pospelov, P. T. Komarov, Averkij Borisovič Aristov e Nikolaj Michajlovič Švernik), nota come Commissione Pospelov, istituita il 31 gennaio 1955 alla sessione del presidium del Comitato Centrale del PCUS. L'obiettivo principale della commissione era quello di investigare sulle repressioni dei delegati del XVII Congresso del PCUS del 1934.
Il XVII Congresso fu selezionato per le indagini poiché era noto come il «Congresso dei vincitori» nel Paese del «socialismo vittorioso» e durante il quale furono nominati numerosi «nemici» tra i partecipanti. La Commissione Pospelov presentò le prove che confermarono l'arresto di un milione e mezzo di persone accusate di «attività antisovietiche» durante il biennio 1937–1938 (il picco delle grandi purghe), di cui oltre 680 500 furono condannate a morte.

## Esposizione e diffusione clandestina
La sessione pubblica del XX Congresso terminò formalmente il 24 febbraio 1956, quando fu diffuso l'ordine di ritornare alla Grande aula del Cremlino per una «sessione ristretta» interdetta a giornalisti, ospiti e delegati di «partiti fraterni» dall'estero. Furono rilasciati dei permessi speciali per coloro che potevano parteciparvi, con altri 100 ex membri del partito rilasciati dai campi di prigionia per dare un effetto morale all'assemblea.
Nikolaj Aleksandrovič Bulganin, presidente del Consiglio dei ministri sovietico e alleato di Chruščëv, chiamò la sessione all'ordine e diede subito spazio a Chruščëv, che iniziò il suo discorso subito dopo la mezzanotte. Per le quattro ore successive il capo politico del PCUS espose Sul culto della personalità e le sue conseguenze di fronte ai delegati storditi. Molte persone si sentirono male durante l'intenso discorso e furono allontanate dall'aula.
Chruščëv lesse un rapporto già preparato e non fu fatto alcun resoconto stenografico. La presentazione non fu seguita da nessuna domanda o dibattito e i delegati lasciarono l'aula disorientati. Quella sera stessa i delegati dei partiti comunisti stranieri furono chiamati al Cremlino e venne data loro l'opportunità di leggere il testo preparato di Chruščëv, trattato come un documento di Stato segreto.
Il 1º marzo il testo del discorso di Chruščëv fu distribuito in forma stampata ai funzionari più anziani del Comitato centrale mentre il 5 marzo la segretezza fu ridotta a «Non pubblicabile». Il Comitato Centrale del PCUS ordinò la lettura del resoconto di Chruščëv a tutti i raduni dei comunisti e alle unità locali del Komsomol, invitando gli attivisti non membri del PCUS a presenziare a tali eventi. Il «rapporto segreto» fu quindi letto pubblicamente a migliaia di riunioni, rendendone ironico il nome. Tuttavia il testo completo non verrà pubblicato ufficialmente dalla stampa sovietica fino al 1989.
Poco dopo la conclusione del discorso furono fatti dei resoconti e il suo contenuto generale venne inviato a ovest dal giornalista di Reuters John Rettie, che fu informato dell'evento poche ore prima di dover partire da Stoccolma. Il «rapporto segreto» comparì tra i media occidentali agli inizi di marzo. Rettie credette che l'informazione gli fosse stata data da Chruščëv stesso tramite un intermediario.
Il testo del discorso fu invece diffuso lentamente nell'Europa orientale. Non venne mai divulgato ai partiti comunisti occidentali dalla nomenklatura e molti comunisti ne vennero a conoscenza solamente tramite la pubblicazione del testo sul New York Times (5 giugno 1956), Le Monde (6 giugno 1956) e sull'Observer (10 giugno 1956).
Il contenuto del discorso raggiunse l'Occidente attraverso una via tortuosa. Alcune copie del testo furono inviate per ordine del Politburo sovietico ai capi politici del blocco orientale. Subito dopo la disseminazione del testo Wiktor Grajewski, un giornalista polacco-ebreo, fece visita alla fidanzata Łucja Baranowska, che aveva lavorato come segretaria minore nell'ufficio di Edward Ochab, primo segretario del Partito Operaio Unificato Polacco. Sulla scrivania di Baranowska vi era un libretto con una rilegatura rossa e le parole: «Il XX Congresso del Partito, il discorso del compagno Chruščëv». Grajewski, che aveva già sentito parlare del discorso, si interessò al libro e Baranowska gli permise di portarlo a casa per leggerlo.
Dopo aver fatto un viaggio a Israele per visitare il padre malato Grajewski portò il libro all'ambasciata israeliana e lo consegnò a Yaakov Barmor, che aiutò Grajewski a compiere il viaggio. Barmor era un rappresentante della Shin Bet, il servizio segreto di spionaggio israeliano. Fotografò quindi le pagine del documento e le inviò a Israele.
Nel pomeriggio del 13 aprile 1956 la sede israeliana di Shin Bet ricevette il materiale. In precedenza i servizi segreti di spionaggio israeliani e statunitensi si erano accordati di cooperare nelle questioni di sicurezza e le fotografie furono consegnate a James Jesus Angleton, capo del controspionaggio della CIA e in carica dei legami clandestini con Shin Bet. Il 17 aprile 1956 le fotografie arrivarono al capo della CIA Allen Dulles, che informò rapidamente il presidente statunitense Dwight D. Eisenhower. Dopo averne verificato l'autenticità la CIA fece trapelare il discorso sul New York Times il 5 giugno 1956. Un anno dopo, nel 1957, Grajewski emigrò in Israele.

## Sintesi
Mentre Chruščëv non esitò a elencare i difetti della pratica stalinista riguardo alle purghe all'interno dell'esercito e del PCUS e la gestione della grande guerra patriottica, fu invece più cauto nel criticare la politica di industrializzazione di Stalin o l'ideologia del partito. Chruščëv era devoto al partito e nel suo discorso lodò il leninismo e il comunismo tante volte quanto condannò le azioni del regime stalinista. Chruščëv affermò che Stalin era la vittima principale degli effetti deleteri del suo culto della personalità, che lo aveva trasformato da una figura cruciale per le vittorie di Lenin in un paranoico facilmente influenzato dal «rabbioso nemico» del PCUS Lavrentij Berija.
Di seguito la struttura di base e i concetti chiave del discorso:
- Ripudio del culto della personalità di Stalin.
  - Citazioni dai classici del marxismo che denunciano il «culto di un individuo», soprattutto la lettera di Karl Marx a Wilhelm Blasius in cui affermò il disprezzo nei confronti di tale pratica.
  - Testamento di Lenin e osservazioni di Nadežda Konstantinovna Krupskaja, ex Commissaria del popolo per l'educazione e moglie di Lenin, sulla figura di Stalin.
  - Prima di Stalin la lotta contro il trotskismo era puramente ideologica. Stalin introdusse la nozione di «nemico del popolo» per utilizzarla come «artiglieria pesante» dalla fine degli anni 1920.
  - Stalin violò le norme del partito sulla guida politica collettiva.
    - Repressione della maggioranza dei vecchi bolscevichi e dei delegati del XVII Congresso del Partito Comunista di tutta l'Unione (bolscevico) (PCU(b), molti dei quali erano operai e si erano uniti al partito prima del 1920. Dei 1 966 delegati, 1 108 furono dichiarati «contro-rivoluzionari», 848 furono fucilati e 98 dei 139 membri e candidati del Comitato Centrale del PCU(b) furono dichiarati «nemici del popolo».
    - Dopo questa repressione Stalin smise di considerare l'opinione del partito.

  - Furono presentati degli esempi dettagliati di repressioni di importanti bolscevichi.
  - Stalin ordinò l'intensificazione della persecuzione. Secondo il suo principio di «intensificazione della lotta di classe» l'NKVD era «quattro anni in ritardo» nel distruggere l'opposizione.
  - Seguirono pratiche di falsificazione per far fronte ai «piani» per numerosi nemici da portare allo scoperto.
  - Esagerazioni del ruolo di Stalin nella grande guerra patriottica.
  - Deportazioni di intere nazionalità.
  - Complotto dei medici e affare Mingrelian.
  - Manifestazioni del culto del personalità in canzoni, nomi di città e così via .
    - Testo dell'Inno dell'Unione Sovietica (versione 1944–1953) con riferimenti a Stalin.
- L'interruzione della consegna del Premio Lenin dal 1935, sostituito dal Premio Stalin.
- Rifiuto della politica letteraria del realismo socialista con Stalin, nota anche come dottrina Ždanov, che influenzò le opere letterarie.

Alla fine del rapporto si affermava che nonostante i suoi difetti Stalin aveva meriti per il partito e che era un eccezionale marxista-leninista, un ardente sostenitore di Lenin. Sempre alla fine del rapporto Chruščëv disse che Stalin era convinto della necessità del culto della personalità e della repressione perché pensava che fosse giusto per costruire il comunismo «e in questo sta la tragedia di Stalin».

## Influenza
Il 30 giugno 1956 il Comitato Centrale del PCUS pubblicò una risoluzione intitolata Sul superamento del culto dei singoli e le sue conseguenze che servì come dichiarazione ufficiale e pubblica del partito per quanto concerne il regime di Stalin. Redatto sotto la guida di Michail Andreevič Suslov, non menzionò le accuse specifiche di Chruščëv. «Protestando del fatto che i circoli politici occidentali stavano sfruttando la rivelazione dei crimini di Stalin, la risoluzione pagò il tributo ai servizi [di Stalin]» e fu molto cauta nelle critiche sulla sua persona.
Il discorso di Chruščëv fu seguito da un periodo di liberalizzazione noto come il «disgelo» nei primi anni 1970 e nel 1961 la salma di Stalin fu rimossa dal mausoleo di Lenin e tumulata nella necropoli delle mura del Cremlino.
Il filosofo polacco Leszek Kołakowski criticò Chruščëv nel 1978 per non esser riuscito a fare un'analisi del sistema presieduto da Stalin:
Anche gli storici occidentali revisionisti furono abbastanza critici. J. Arch Getty commentò nel 1985 che «le rivelazioni di Chruščëv [...] erano quasi interamente egocentriche. È difficile evitare l'impressione che le rivelazioni avessero degli scopi politici nello sforzo di Chruščëv con Molotov, Malenkov e Kaganovič». Nel 1996 lo storico Robert W. Thurston affermò in maniera simile che Chruščëv «aveva molto da guadagnare negli attacchi che fece al suo predecessore» e che né le sue accuse a Lavrentij Pavlovič Berija né le sue affermazioni sul coinvolgimento di Stalin nella morte di Sergej Mironovič Kirov sono particolarmente affidabili. Nel libro del 2011 Chruščëv mentì Grover Furr prende una posizione ancora più negativa riguardo al «rapporto segreto». Secondo Furr tutte le 61 accuse fatte da Chruščëv «con una sola eccezione minore» erano «dimostrabilmente false». Tuttavia mentre i critici sono concordi sul fatto che molti aspetti del discorso di Chruščëv erano falsi, anche intenzionalmente, il libro di Furr è stato criticato per non aver dato un'alternativa e per non aver dato alcuna prova a sostegno delle sue affermazioni.
Lo storico Geoffrey Roberts disse che il discorso di Chruščëv divenne «uno dei testi chiave della storiografia occidentale sull'era di Stalin. Ma molti storici occidentali furono scettici sugli sforzi di Chruščëv per attribuire a Stalin tutte le colpe dei crimini comunisti del passato».